# Juan Bautista Hernández Pérez
Juan Bautista Hernández Pérez (* 24. prosince 1962 Pilón, Kuba) je bývalý kubánský boxer.
V roce 1980 na olympijských hrách v Moskvě vybojoval zlatou olympijskou medaili v bantamové váze.